# 下田町 (鹿児島市)
下田町（しもたちょう）は、鹿児島県鹿児島市の町。旧薩摩国鹿児島郡鹿児島近在下田村、鹿児島郡吉野村大字下田。郵便番号は892-0873。人口は2,412人、世帯数は890世帯（2020年10月1日現在）。
町域内には世界文化遺産「明治日本の産業革命遺産 製鉄・製鋼、造船、石炭産業」の構成資産の一つであり、国指定史跡である「関吉の疎水溝」がある。関吉の疎水溝は江戸時代末期に薩摩藩主島津斉彬によって進められた集成館事業において動力源として利用される水を稲荷川から仙厳園まで引き込むために建設され、現在でも農業用水として一部が利用されている。

## 地理
鹿児島市の北部、稲荷川中流域に位置する。町域の北方に川上町、南方に坂元町・伊敷町、西方に西伊敷・伊敷台・下伊敷町・川上町、東方に吉野町・吉野一丁目が接している。稲荷川流域に盆地が広がる。
町域の中央を南北に鹿児島県道25号鹿児島蒲生線が通り、南部の下田三文字から鹿児島県道209号帯迫下田線が東方向に分岐している。また町域の西部を南北に九州自動車道が通っている。

### 河川
- 稲荷川

## 歴史

### 下田の成立
下田という地名は南北朝時代より見え、薩摩国鹿児島郡下田村であった。「山田氏文書」に収録されている正平13年（1358年）の島津氏久安堵状によれば、島津氏久が山田諸三郎忠経に鹿児島郡内上伊敷村（現在の伊敷・伊敷町）及び下田村の地頭得分3分の2を安堵している。

### 近世の下田
江戸時代には薩摩国鹿児島郡鹿児島近在のうちであった。鹿児島近在のうちでは遠名に区分されていた。村高は「天保郷帳」においては282石余、「郡村高辻帳」では282石余、「三州御治世要覧」では510石余であった。
1870年（明治3年）に坂元村（現在の坂元町）に編入されたが、再び1881年（明治14年）に坂元村から再び分村し鹿児島郡下田村となった。1879年（明治12年）には下田に下高小学が開設されたが、1893年（明治26年）に大字川上の川上尋常高等小学校（現在の鹿児島市立川上小学校の前身）に統合された。

### 町村制施行以後の下田
1889年（明治22年）4月1日に町村制が施行されたのに伴い、鹿児島郡鹿児島近在のうち吉野村、川上村、岡之原村、坂元村の区域より鹿児島郡吉野村が成立した。それまでの下田村は吉野村の大字「下田」となった。
1934年（昭和9年）8月1日には、吉野村が鹿児島郡西武田村及び中郡宇村と共に鹿児島市に編入された。同日発行の鹿児島県公報に掲載された鹿児島県告示「 鹿兒島市内大字名廢止町名改稱竝ニ區域變更」により「下田ヲ廢止シ其ノ區域ヲ下田町（シモダテウ）ト」することが鹿児島県知事によって許可され、吉野村の大字下田を廃し、その区域を以て新たに鹿児島市の町「下田町」が設置された。
2005年（平成17年）2月7日には明ヶ窪地区において住居表示が実施されることとなったのに伴い、下田町及び下伊敷町の一部より伊敷台七丁目が設置された。2015年（平成27年）2月2日には吉野地区（第1期）において住居表示が実施されるのに伴い、下田町及び川上町、吉野町の各一部より吉野一丁目が新たに設置された。

### 町域の変遷
| 変更後               | 変更年             | 変更前           |
| -------------------- | ------------------ | ---------------- |
| 伊敷台七丁目（新設） | 2005年（平成17年） | 下田町（一部）   |
| 伊敷台七丁目（新設） | 2005年（平成17年） | 下伊敷町（一部） |
| 吉野一丁目（新設）   | 2015年（平成27年） | 下田町（一部）   |
| 吉野一丁目（新設）   | 2015年（平成27年） | 吉野町（一部）   |
| 吉野一丁目（新設）   | 2015年（平成27年） | 川上町（一部）   |

## 人口
以下の表は国勢調査による小地域集計が開始された1995年以降の人口の推移である。
| 年                 | 人口  |
| ------------------ | ----- |
| 1995年（平成7年）  | 2,678 |
| 2000年（平成12年） | 2,564 |
| 2005年（平成17年） | 2,681 |
| 2010年（平成22年） | 2,697 |
| 2015年（平成27年） | 2,377 |
| 2020年（令和2年）  | 2,412 |

## 文化財

### 世界文化遺産
- 関吉の疎水溝（世界文化遺産「明治日本の産業革命遺産 製鉄・製鋼、造船、石炭産業」の構成資産の一つ、国指定史跡）
吉野町磯の旧集成館の集成館事業の動力源として利用された用水路。2003年（平成15年）に鹿児島市指定文化財（記念物（史跡））となり[28]、2013年（平成25年）に国の史跡「旧集成館」に追加指定されている[29]。明治日本の産業革命遺産 製鉄・製鋼、造船、石炭産業の構成資産の一つとして、国際記念物遺跡会議によって世界遺産への登録が勧告され、2015年（平成27年）7月に行われた第39回世界遺産委員会において登録された[7]。

## 施設

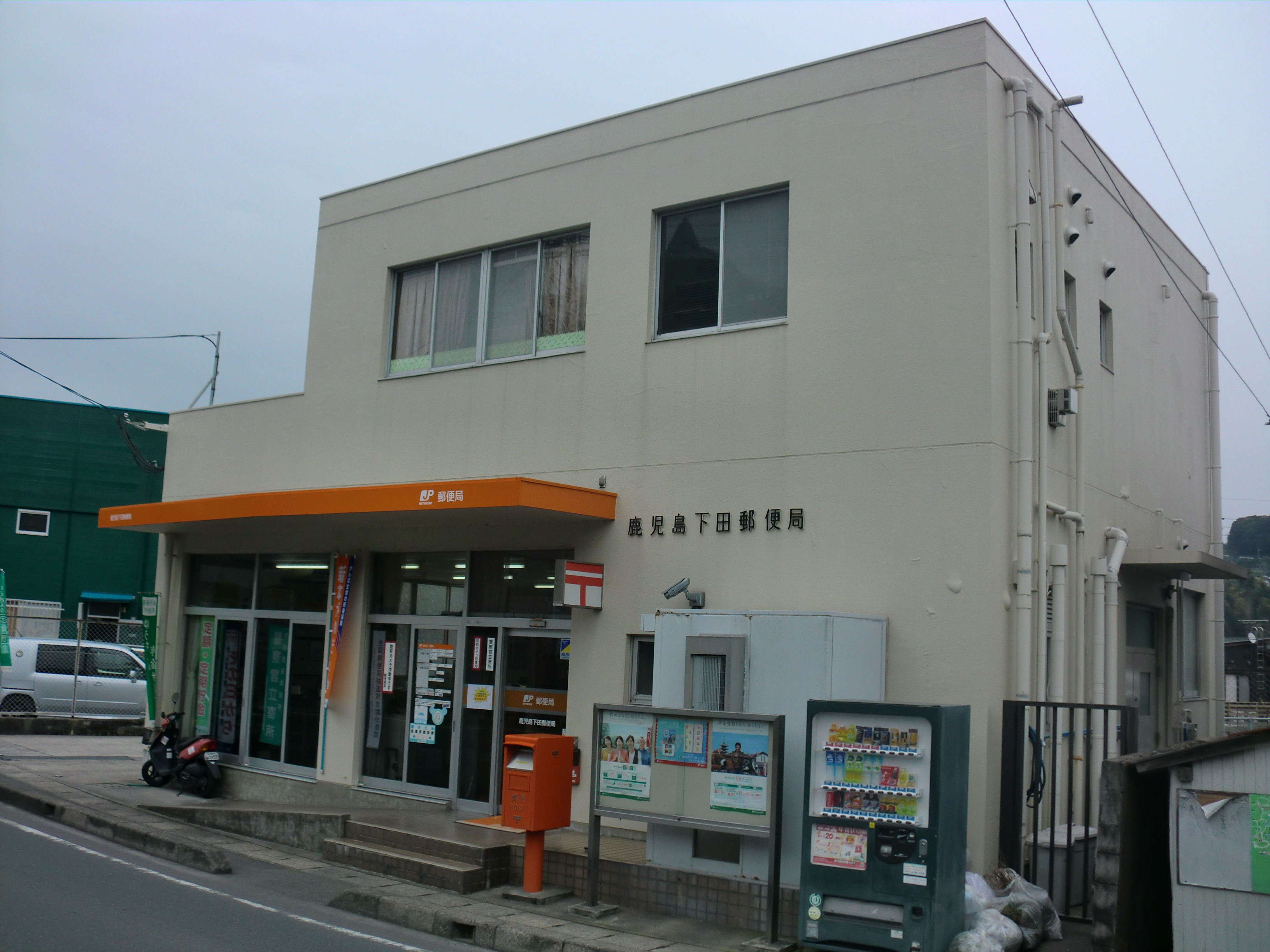
鹿児島下田郵便局

### 公共
- 下田公園
- 七窪町公民館

### 郵便局
- 鹿児島下田郵便局[30]

### 寺社
- 霧島神社[9]
- 小鷹神社[9]

### その他
- 七窪水源地（2007年認定土木学会選奨土木遺産[31]）
- 南方新社本社[32]

## 小・中学校の学区
市立小・中学校に通う場合、学区（校区）は以下の通りとなる。
| 町丁   | 番・番地 | 小学校               | 中学校               |
| ------ | -------- | -------------------- | -------------------- |
| 下田町 | 川添     | 鹿児島市立大龍小学校 | 鹿児島市立清水中学校 |
| 下田町 | 七窪     | 鹿児島市立坂元小学校 | 鹿児島市立坂元中学校 |
| 下田町 | 野呂迫   | 鹿児島市立吉野小学校 | 鹿児島市立吉野中学校 |
| 下田町 | その他   | 鹿児島市立川上小学校 | 鹿児島市立吉野中学校 |

## 交通

### 道路
高速自動車国道
- 九州縦貫自動車道鹿児島線（九州自動車道）

主要地方道
- 鹿児島県道25号鹿児島蒲生線

一般県道
- 鹿児島県道209号帯迫下田線